# Grüne Brücke (Vilnius)

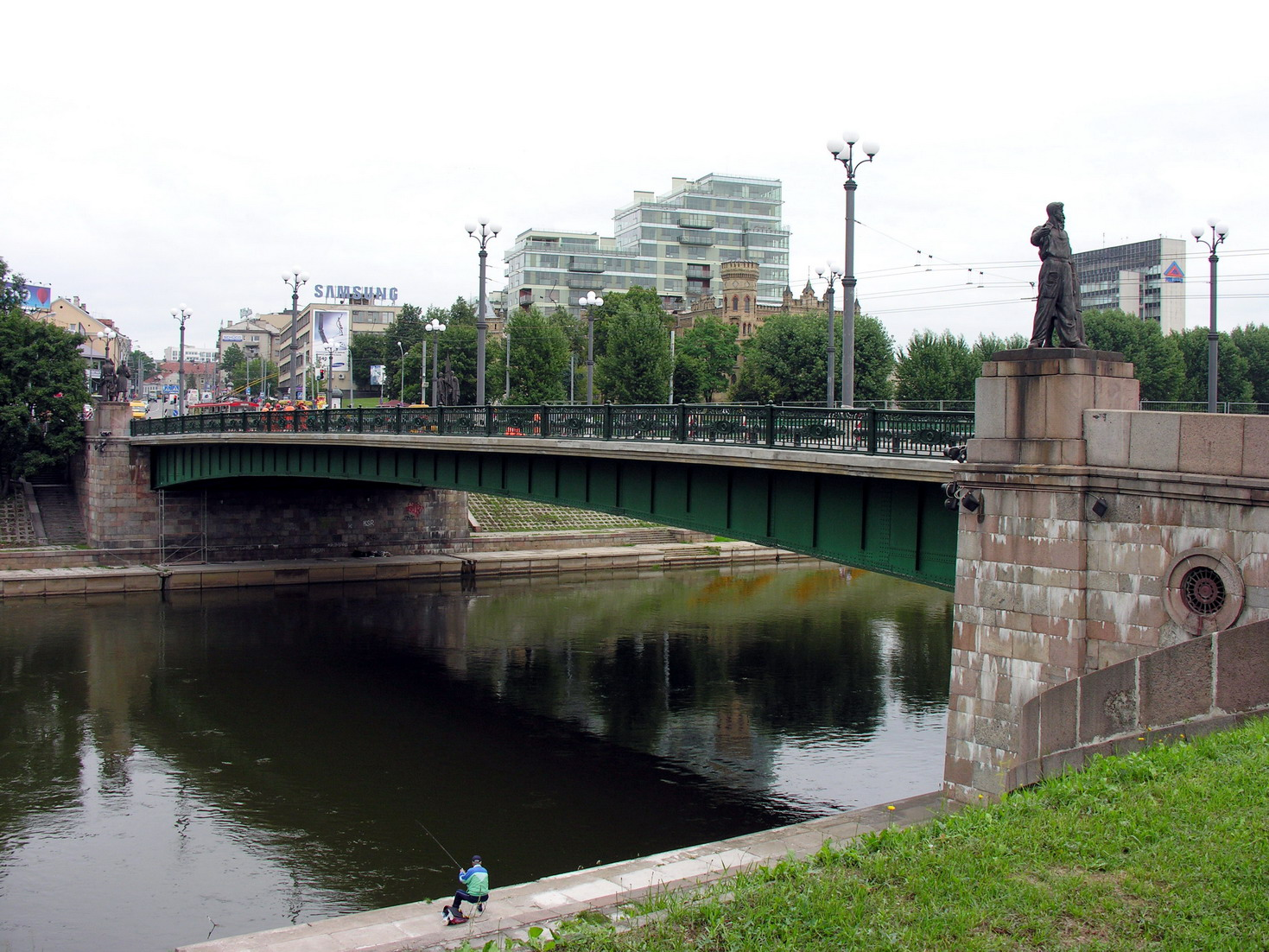

Die Grüne Brücke Vilnius (lit. Vilniaus žaliasis tiltas) ist eine Straßenbrücke über die Neris im Zentrum der litauischen Hauptstadt Vilnius.
Im Jahr 1952 gebaut verbindet sie den Stadtteil Šnipiškės mit dem Zentrum und Altstadt Vilnius. Eine Brücke wurde hier bereits 1386 urkundlich erstmals erwähnt. In der Nacht vom 6. zum 7. Juli 1944 wurde sie von Wehrmacht zusammen mit dem Wasser-Pumpstation und Stromstation der Stadt zerstört und erst 1952 wieder aufgebaut.

## Weitere Brücken in Vilnius
- König-Mindaugas-Brücke (Karaliaus Mindaugo tiltas)
- Šilo-Brücke in Antakalnis
- Žirmūnai-Brücke in Žirmūnai und Antakalnis